# Beudanticeras
Beudanticeras – rodzaj głowonogów z wymarłej podgromady amonitów, z rzędu Ammonitida.
Żył w okresie kredy (apt - alb).